# Distrikt Chazuta
Der Distrikt Chazuta liegt in der Provinz San Martín in der Region San Martín in Nordzentral-Peru. Der Distrikt wurde am 31. Oktober 1932 gegründet. Er besitzt eine Fläche von 952 km². Beim Zensus 2017 wurden 10.186 Einwohner gezählt. Im Jahr 1993 betrug die Einwohnerzahl 8600, im Jahr 2007 8556. Sitz der Distriktverwaltung ist die 185 m hoch gelegene Kleinstadt Chazuta mit 4908 Einwohnern (Stand 2017). Chazuta befindet sich etwa 27 km ostsüdöstlich der Provinzhauptstadt Tarapoto.

## Geographische Lage
Der Distrikt Chazuta befindet sich in den östlichen Voranden zentral in der Provinz San Martín. Der Río Huallaga durchquert den Distrikt, anfangs in östlicher, später in nördlicher Richtung. Der äußerste Norden des Gebirgszugs Cordillera Azul befindet sich in dem Areal. Die Flüsse Quebrada Chipaota, Quebrada Callanayacu und Río Yanayacu entwässern den Südteil des Distrikts nach Norden zum Río Huallaga. Der Ostteil des Distrikts liegt im Nationalpark Cordillera Azul. Der äußerste Norden des Distrikts liegt in dem regionalen Schutzgebiet Cordillera Escalera.
Der Distrikt Chazuta grenzt im Westen an die Distrikte Tres Unidos (Provinz Picota), Sauce, Shapaja und La Banda de Shilcayo, im Norden an den Distrikt Barranquita (Provinz Lamas), im äußersten Nordosten an den Distrikt Chipurana, im Osten und im Südosten an den Distrikt Huimbayoc sowie im Süden an den Distrikt Pampa Hermosa (Provinz Ucayali).

## Ortschaften
Im Distrikt gibt es neben dem Hauptort folgende größere Ortschaften:
- Achinamiza (402 Einwohner)
- Shilcayo (357 Einwohner)
- Tununtunumba (687 Einwohner)
- Tupac Amaru